# Бокор, Мариан
Ма́риан Бо́кор (словац. Marián Bokor; род. 17 апреля 1977, Трнава, Западно-Словацкий край) — словацкий легкоатлет, метатель копья. Участник двух Олимпийских игр.

## Спортивная биография
Мариан Бокор дебютировал на Олимпийских играх в 2000 году в Сиднее. В квалификации он выступал в группе B. Для попадания в финал ему достаточно было повторить свой лучший результат сезона, показанный двумя месяцами ранее, который равнялся 83,38 м. Однако, словак не смог показать достойного результата. Лучшим результатом из трёх попыток стала вторая, равная 75,49 м. С этим результатом Бокор занял лишь 13-е место в своей подгруппе и общее 27-е место в квалификации.
На летних Олимпийских играх 2004 года Бокор опять не смог преодолеть квалификацию. По жеребьевке он начинал выступление в подгруппе A. Лучшим результатом в трёх попытках стал бросок на 71,74 м. С этим результатом словацкий спортсмен стал последним в своей группе и занял итоговое 32-е место. C 2009 года выступал только на национальных соревнованиях.

## Основные результаты
| Год  | Турнир           | Место проведения     | Место               | Результат | Примечание       |
| ---- | ---------------- | -------------------- | ------------------- | --------- | ---------------- |
| 2000 | Олимпийские игры | Сидней, Австралия    | 27-е в квалификации | 75.49 м   | не вышел в финал |
| 2004 | Олимпийские игры | Афины, Греция        | 32-е в квалификации | 71.74 м   | не вышел в финал |
| 2005 | Чемпионат мира   | Хельсинки, Финляндия | 19-е в квалификации | 74.81 м   | не вышел в финал |
| 2006 | Чемпионат Европы | Гётеборг, Швеция     | 20-е в квалификации | 72.54 м   | не вышел в финал |